# Иеромонах
Иеромона́х (греч. ἱερομόναχος) в православии — монах, имеющий сан священника. Сан иеромонаха соответствует сану иерея в «белом духовенстве».
Первоначально при учреждении монашества в IV веке, монахи не принимали сана священства. На Руси иеромонашество возникло в XI веке, начиная с Феодосия Печерского. К этому времени иеромонашество в Византии существовало уже не одно столетие.
В поместных церквях русской традиции «иеромонахами» называются священники-мантийные монахи. Священники-рясофорные монахи могут называться «священнои́ноками» или «иеромонахами» в зависимости от местных обычаев. «И́еросхимона́хами» называются священники-схимонахи. Согласно церковному протоколу, ко всем иеромонахам положено почтительно обращаться «Ва́ше Преподо́бие».
В старообрядческой традиции монаха, имеющего священный сан, называют «священноиноком».